# Quasi-Rente
Die Quasi-Rente ist ein Begriff aus der Transaktionskostentheorie. Unter einer Quasi-Rente wird die Differenz des Ertrags einer Investition in ihrer besten Verwendung zum Ertrag in ihrer nächstbesten Verwendung verstanden.
Dies ist der Verlust, der entsteht, wenn die Investition nicht im beabsichtigten Sinn verwendet werden kann. Die Quasirente tritt auf, wenn für einen Austausch (Transaktion) spezifische Investitionen aufgewendet werden müssen. Das sind Investitionen, die außerhalb des Austausches nur einen geringeren Wert haben. Diese können von einem opportunistischen Vertragspartner z. B. dadurch abgeschöpft werden, dass dieser den Preis gerade so hoch setzt, dass der Vertragspartner gerade noch am Vertrag festhält (vgl. Hold-up-Problem). 
Je höher dabei die Quasi-Rente ist, desto spezifischer ist eine Investition bzw. desto höher ist der Spezifitätsgrad einer Transaktion.

## Beispiel 1
Nachfolgend ein Beispiel für Transaktionskosten bei Beziehungen zwischen Marktteilnehmern:
Für die Anbahnung eines Vertrages über eine bestimmte Leistung fallen diverse Kosten an:
- Es müssen an dem Beschaffungsmarkt für die Leistung Informationen über potentielle Lieferanten beschafft werden (Anbahnungskosten).
- Vertragsverhandlungen nehmen Zeit in Anspruch, Verträge müssen formuliert werden und eine Einigung ist erforderlich (Vereinbarungskosten).
- Die vereinbarte Leistung ist zu steuern (Abwicklungskosten)
- und zu überwachen (Kontrollkosten).
- Eventuell sind nachträglich Änderungen erforderlich (Anpassungskosten).

Wird (aus einem hier unbestimmten Grund) die Beziehung zwischen den Vertragspartnern beendet, obwohl weiterhin Bedarf an der Leistung besteht, so fallen erneut Transaktionskosten an, wenn die Leistung von einem anderen Anbieter bezogen werden soll.
Die Investition in die Lieferbeziehung war somit spezifisch, sie kann nicht (komplett) für den Aufbau einer neuen Lieferbeziehung verwendet werden.

## Beispiel 2
Der Spezialmaschinenhersteller X entwickelt und baut eine Anlage für den Kunden Y, welche speziell auf dessen Bedürfnisse und Wünsche angepasst wurde. Kunde Y wird aber zahlungsunfähig und kann die fertige Anlage von X nicht mehr abkaufen. Hersteller X kann die Anlage jedoch an den Konkurrenten von Y zum halben Preis verkaufen. Da sie für ihn nicht ganz so geeignet ist, ist er auch nicht bereit den vollen Preis zu bezahlen. Somit fällt für den Hersteller X eine Quasirente an.

## Alternative Definition
Eine weitere Definition der Quasirente leitet sich aus der ökonomischen Definition einer Rente ab. Während die Rente eine tatsächliche Verbesserung der Zielerreichung über die beste Alternative hinaus kennzeichnet, ist die Quasirente eine unechte Rente, da ihre Verbesserung nur fiktiv ist. 
Beispiel: Die auftretende Rente eines Wirtschaftsprüfers in der zweiten Mandatsperiode in einem Unternehmen wird dafür verwendet, um in der ersten Periode die Prüferleistungen unter seinen potenziell auftretenden Kosten während der Prüfungsdurchführung, anbieten zu können (Low Balling).